# Ectropothecium longicapillare
Ectropothecium longicapillare är en bladmossart som beskrevs av Edwin Bunting Bartram 1943. Ectropothecium longicapillare ingår i släktet Ectropothecium och familjen Hypnaceae. Inga underarter finns listade i Catalogue of Life.